# أنور زكي

أنور زكي (ممثل)

أنور زكي ممثل مصري  من مواليد 19 فبراير 1911 عمل في الأدوار الثانوية بالسينما المصرية في الأربعينيات والخمسينيات  وكانت حصيلة أعماله خلال 14 سنة، من عام 1946 وحتى عام 1960، 60 فيلمًا.

## أهم أعماله
فيلم «لست ملاكاً» للمخرج محمد كريم عام 1946، وقام بدور عامل.
فيلم «أوعى المحفظة» للمخرج محمود إسماعيل عام 1949، وقام بدور عامل إستعلامات.
فيلم «قسمة ونصيب» للمخرج محمود ذو الفقار عام 1950، وقام بدور «شوكت».
فيلم «الجريمة والعقاب» للمخرج إبراهيم عمارة عام 1957.
فيلم «مولد الرسول» للمخرج أحمد الطوخي عام 1960.

## وصلات خارجية
- أنور زكي على موقع دهليز
- أنور زكي على موقع السينما
- أنور زكي على موقع كاروهات